# 有兽焉
《有兽焉》（Fabulous Beasts）是一部由非人哉工作室出品的姊妹篇漫画，原著作权为靴下猫腰子所有。目前已经有11部实体书上市

## 介绍
《有兽焉》是作者靴下猫腰子的漫画作品，自2017年10月15日开始，每周二、周四、周日在有兽焉漫画官方微博上更新，隶属非人哉工作室。后由工作室在2018年12月1日起出版了漫画书。
该漫画的内容主要讲述的是天上神兽前往人间生活，目前在其官方渠道连载。作品中登场的主人公们是一群“兽”，因为各种原因下凡，作品中的角色和《非人哉》也偶尔有互动，
腾讯动漫拥有本作品签约权，但是现阶段已经停止连载。该漫画也与北斗企鹅合作出品了动态有声漫画。
2021年1月11日，有兽焉漫画上线哔哩哔哩漫画平台，在2021年第一季度“近期新作”中排名第五，季收藏数约1万。
2023年4月14日，有兽焉动画上线哔哩哔哩平台，每集时长约6-8分钟，于北京时间每周五上午十点更新。

## 角色介绍

### 天禄&辟邪

#### 天禄
小名皮皮，有兽焉的主角之一，是一只蓝色的貔貅。目前暂住在四不像的鹿人店。
在漫画中为核心角色，其日常的走向决定了漫画主线的走向。

#### 辟邪
天禄的哥哥，是一只红色的貔貅。平时生活在天禄的肚子里。

### 四不像
鹿人店的店长，一只戴着神秘面具的麋鹿，暂时代养皮皮。原本是一只普通的麋鹿，后被天庭带上四不相骨头制成的面具成为四不像。

### 兔爷
一只曾经生活在北京的月宫退休兔子，为追随四不像来到云南。在这几只神兽中，兔爷在人类社会生活的时间最长。

### 金角&银角

#### 金角
原天宫太上老君的炼丹童子，但现在是一只龙猫。因和弟弟银角不小心烧糊了一锅丹被打下凡间，付给四不像的宝物被皮皮吃掉，暂住在鹿人店还债。

#### 银角
金角的弟弟，和金角一起住在鹿人店。

### 二两&八斤

#### 二两
东海龙子敖丙和瓦猫的私生子，长得更像龙，八斤的哥哥，担任鹿人店的快递员工作，小名叫龙猫。

#### 八斤
东海龙子敖丙和瓦猫的私生子，长得更像猫，二两的弟弟和喵语翻译官，小名叫猫龙。

### 吐宝鼠
大名吐宝神鼬，吃什么都会吐摩尼宝珠，乐于助人，主持吐宝神教。

### 谛听
地府高管，鹿人店的常客，能辨真假並且擁有讀心的能力。

### 骷髅猫
昵称小髅，由谛听无意中在奈何桥下发现带回家，又无意间复活。生前被虐待至死，和人类有深仇大恨。

### 饕餮
大名叫桃桃，可惜从来没人叫过。因为太贪吃吃掉了除头以外的所有部位，有一双翅膀但不会飞。

### 战虎
上古蚩尤坐骑(之一)，因守护蚩尤宝剑化为石像，被四不像一行发现后和四不像签订不伤人契约，暂住在鹿人店。

### 四不相
姜子牙坐骑(之一)，上古时期于貔貅俩兄弟相遇。大概率已死亡。
七十七
七十七，是目前登場的第三隻貔貅，聽話而又叛逆，從天庭跑出來只為見到自己的同類，甚至睡了一個月之久
流星
流星是一隻天狗，在廣闊的天空中翱翔馳騁，被另一隻不守交規的天狗撞掉一顆保持平衡的星星，像流星一樣墜落在彩雲山脈。
其他的角色还有：巴赫(黑蛟)，巴陵君，夹竹桃，棉桃(别名阿姐)，凤凰，凤皇，獬豸，小山雀，刍狗，穷奇，壮壮，荔枝，福仔，翔太，牧桑，核桃，帝江，混沌，当康，松鼠大哥，花大夫，永夜，猫猫泪，盘湖，比翼鸟，小饼(松鼠大哥姐姐的儿子)，糖麒麟，葡萄，慕容雪川(别名美美)，花椒(乘黄)，敖丙，瓦猫，始麒麟，彩虹，擎火，梼杌，鲇鱼精，英招(四不像在天庭的酒友)，七十七(黑色、第3隻貔貅)，流星(天狗)

## 漫画篇章
上古篇
从第140话开始至第262话结束，介绍貔貅和同时期的神兽的故事，到帝江死去，混沌失踪，上古篇结束。
中古篇
从第284话开始至第601话结束，人类出现，貔貅们遇到四不相，后一同寻找混沌，最终在帝江死去的位置重逢，并遇到其他凶兽，混沌化作彩云山脉
后，中古篇结束。
近古篇
从第636话开始，未完待续。
现代篇
有兽焉主线所在的时间线，是有兽焉最主要的内容。
困兽岛篇
困兽岛篇是《有兽焉》漫画中的一条支线剧情篇目，围绕着天禄在困兽岛拯救辟邪的经历进行故事的叙述。困兽岛篇首话为第254话，最后一话为第443话，共9话。其中可知，每逢既定的事件结束，整个困兽岛便会重启，以循环行之“困兽”。
靴猫在微博转发本篇完结的第443话时表示：“困兽岛是皮皮的潜意识。在潜意识当中，他一直试图挣脱心锁，想起哥哥”。

## 衍生作品

### 动漫
2021年11月20日，有兽焉漫画的官方微博转载哔哩哔哩国创姬的微博，其内容中包含了官方制作动画化的PV，表明了有兽焉官方正在策划漫画的动画化。其官方微博也在不久后发出了自己的宣传视频。
目前，有兽焉的动画版已于2023年4月14日在哔哩哔哩开始播出。

### 歌曲
2023年4月14日，有兽焉动画官方在哔哩哔哩上发布歌曲《有兽焉》的MV，并且同时将歌曲《有兽焉》上架在主流音乐平台。该歌曲为动画《有兽焉》的主题曲，由徐博作词，大河内航太作曲，洛天依演唱。